# 社会福祉主事養成機関
社会福祉主事養成機関（しゃかいふくししゅじようせいきかん）とは、社会福祉主事を養成するための施設である。
多くは2・3年制の専門学校、4年制大学である。おおよそ3年間で学費は400～500万ほどかかる。社会福祉士、介護福祉士と並行して取得できる施設が多い。

## 学校一覧
北海道
- 道都大学
- 旭川福祉専門学校
- 釧路専門学校
- 札幌医学技術福祉専門学校
- 札幌社会福祉専門学校
- 札幌心療福祉専門学校
- 吉田学園総合福祉専門学校
- 北都保健福祉専門学校
- 専門学校北海道福祉大学校
- 北海道介護福祉学校
- 札幌福祉専門学校
- 専門学校日本福祉学院
- 池見札幌専門学校
- 釧路福祉・情報専門学校
- 函館臨床福祉専門学校

岩手県
- 盛岡医療福祉専門学校

宮城県
- 仙台医療福祉専門学校

福島県
- 福島介護福祉専門学校

茨城県
- 水戸教育福祉専門学校

栃木県
- マロニエ医療福祉専門学校
- 中央福祉医療専門学校
- 東洋パラメディカル学院
- 両毛医療福祉専門学校

群馬県
- 群馬社会福祉専門学校

埼玉県
- 埼玉福祉専門学校

千葉県
- 聖徳大学
- 江戸川学園おおたかの森専門学校
- 松山学園松山福祉専門学校
- 専門学校新国際福祉カレッジ

東京都
- 日本社会事業大学
- 国立武蔵野学院
- 上智社会福祉専門学校
- 町田福祉保育専門学校
- 東京YMCA専門学校
- 日本福祉教育専門学校

神奈川県
- 神奈川社会福祉専門学校
- YMCA健康福祉専門学校
- 中央福祉学院

新潟県
- 新潟福祉医療専門学校

静岡県
- 静岡福祉医療専門学校
- 東部福祉情報専門学校

愛知県
- 名古屋学院大学
- 名古屋福祉保育柔整専門学校
- 名古屋文化学園医療福祉専門学校

石川県
- 専修学校アリス学園

福井県
- 専門学校ウェルフェア福井

京都府
- 佛教大学
- 花園大学
- 種智院大学
- 京都医療福祉専門学校
- 京都保育福祉専門学院

大阪府
- 桃山学院大学
- キリスト教社会福祉専門学校
- 京阪奈社会福祉専門学校
- 大阪医療技術学園専門学校
- 大阪教育福祉専門学校
- 大阪国際福祉専門学校
- 大阪保健福祉専門学校
- 南海福祉専門学校
- 大阪医療福祉専門学校
- 大阪摂津福祉専門学校

兵庫県
- 大手前大学

広島県
- IGL健康福祉専門学校
- キャピタル国際福祉専門学校
- 広島福祉専門学校
- 専門学校西広島教育福祉学院

山口県
- 山口福祉専門学校
- 下関文化産業専門学校
- YIC防府福祉専門学校

香川県
- 穴吹医療カレッジ
- さぬき福祉専門学校

高知県
- 高知県立大学

福岡県
- [共生館国際福祉医療カレッジ]http://www.kyoseikan.com/
- ILPお茶の水医療福祉専門学校
- 平岡介護福祉専門学校
- 麻生医療福祉専門学校福岡校
- 麻生医療福祉専門学校北九州校
- F・C渕上医療福祉専門学校
- 福岡医療管理専門学校

佐賀県
- 九州環境福祉医療専門学校

長崎県
- 九州環境福祉医療専門学校長崎校

熊本県
- 熊本社会福祉専門学校

宮崎県
- 九州保健福祉大学
- 宮崎医療管理専門学校
- 宮崎医療福祉専門学校

鹿児島県
- 鹿児島医療技術専門学校
- 神村学園医療福祉専門学校

沖縄県
- 沖縄福祉保育専門学校
- ソーシャルワーク専門学校